# Diannet Blanco
Diannet Blanco Prieto (Guatire, estado Miranda, Venezuela) es una educadora, activista por los derechos humanos, e investigadora venezolana. Ha sido coordinadora de los Comités para la Defensa de los Derechos Humanos.

## Educación
Diannet Blanco estudió en el liceo Vicente Emilio Sojo, donde fue elegida como vicepresidenta del Centro de Estudiantes. Después se inscribió en la  Universidad Central de Venezuela (UCV) con la intención de formarse como educadora, donde en 2003 se postuló y fue electa a la presidencia del Centro de Estudiantes de la Escuela de Educación por la plancha Escuela Nueva, y al año siguiente se desempeñó como  secretaria de reivindicaciones de la Federación de Centros Universitarios (FCU).  Tiene una maestría en estudios de la mujer en la UCV.

## Trayectoria
Ha promovido la conformación de los Comités Populares de Derechos Humanos en los barrios empobrecidos de Caracas con el propósito de exigir servicios públicos de calidad y denunciar abusos por fuerzas policiales y militares, al igual que se ha desempeñado como investigadora en estudios de textos y literatura con perspectiva de género.
Durante las protestas en Venezuela de 2017, ayudo a recaudar insumos de primeros auxilios para los paramédicos de la Cruz Verde. Fue detenida el 20 de mayo, cuando alrededor de 25 funcionarios encapuchados allanaron un aparamento donde se guardaban medicinas para manifestantes. Diannet fue sujeta a una desaparición forzada de corto plazo, padeció tratos crueles e inhumanos, y fue acusada de los delitos de "traición a la patria" y de "usurpación de uso de prendas militares", acusaciones rechazadas por organizaciones de derechos humanos como el Centro de Justicia y Paz (Cepaz). Compartía una celda de 50 m2 con 26 mujeres, con poca ventiación, donde debían hacer sus necesidades en bolsas plásticas y bañarse con solo cinco litros de agua. Fue excarcelada el 1 de junio de 2018 como parte de una sentencia del Tribunal Supremo de Justicia que benefició a 39 presos políticos, teniendo como medida cautelar la presenttación ante tribunales cada 15 días.
En 2022 fue incluida entre los casos de persecución y criminalización documentados por Cepaz, entre 78 mujeres, al ser "acosada y vigilada" por denunciar la detención de su esposo.
Diannet ofreció su testimonio en el libro «Ahora van a conocer el diablo. 10 testimonios de presos torturados por el chavismo». En 2022 participó en Caracas el cine-foro Romper El Techo de Cristal de la pellícula El Escándalo, organizado por el  Instituto Latinoamericano de Investigaciones Sociales (ILDIS) y el Circuito Gran Cine, junto con la periodista Faitha Nahmens.
En 2024 participó en el documental «Ecos de libertad: historias de El Helicoide» junto con otros expresos políticos.

## Vida personal
Está casada con el sindicalista Gabriel Blanco, también expreso político arrestado en 2022. Diannet denunció su detención y exigió su liberación, pidiéndole a la Comisión Interamericana de Derechos Humanos (CIDH) que se pronunciara sobre el caso para entonces. Su abuelo parterno, Eustoquio Genaro Blanco, fue un negro trabajador descendiente de cimarrones de Curiepe. Eustoquio se opuso a la dictadura de Marcos Pérez Jiménez y estuvo preso en la isla de Guasina. Su abuela paterna, Luisa Matilde, era una maestra normalista originaria de Altagracia de Orituco, en el estado Guárico, que fundó la escuela Eugenio Pignat De Bellard y también se opuso a la dictadura de Pérez Jiménez desde la clandestinidad.